# Angel Maxine
Pour les articles homonymes, voir Maxine.
Angel Maxine, née le 3 septembre 1985 à Accra (Ghana), est une chanteuse ghanéenne. Elle est connue comme étant la première et seule musicienne ghanéenne ouvertement transgenre,,.

## Biographie

### Origines et formation
Elle naît le 3 septembre 1985 à Accra, la capitale du Ghana. Élevée dans la ville côtière de Tema par un père fonctionnaire et une mère styliste, elle indique que sa maison était « profondément religieuse et musicale » et que c'est là qu'elle s'est mise à la musique dès son plus jeune âge, chantant pendant les prières matinales avec sa famille.
Elle étudie les arts visuels au lycée du Ghana à Koforidua (en) puis l'hôtellerie à la université technique de Koforidua (en) avant de rejoindre l'université du Ghana pour un diplôme en sécurité alimentaire et en nutrition et la Regional Maritime University (en) lui permettant d'être chef cuisinier sur n'importe quel navire. En 2008, elle prend le nom de scène Sexy Lagazee et devient populaire en se produisant en tant que femme,.
En 2011, elle abandonne la musique, n'ayant pas réussi à trouver un agent ou une maison de disques. C'est peu après cette période qu'elle cesse de s'appeler Maxwell et commence à se désigner sous le nom d'Angel Maxine, nom donné par sa mère. Elle écrit des chansons pour d'autres musiciens, sans rémunération ni crédit, dont plusieurs sont devenues populaires.
Elle fait une nouvelle pause musicale et suit une formation de chef cuisinier avant de diriger un service culinaire et d'organiser des fêtes.
En 2016, elle commence sa transition de genre, qui se termine en 2017. Dans une interview pour Okay FM (en), elle annonce publiquement être une musicienne transgenre. Son entreprise culinaire perd alors des clients et ses déplacements deviennent plus limités en raison des menaces pesant sur elle,.

### Carrière
Angel Maxine commence sa carrière musicale en 2020 avec son premier single intitulé Sweetness (D3d33d3).
En 2021, elle sort Wo Fie (qui signifie « ta maison » en akan) avec Wanlov the Kubolor (en) et Deborah Owusu-Bonsu, qu'elle décrit comme des « frères et sœurs, musiciens, activistes et alliés de la communauté LGBTQ+ ». Le single devient viral lors du mois des fiertés en 2022 et se classe en tête des vidéos les plus populaires sur TikTok,,.
Sa chanson Kill the Bill (« tuer le projet de loi » en anglais), sortie en 2021, est une chanson de campagne contre le nouveau projet de loi ghanéen anti-LGBT+ (en).
En 2022, elle sort le single PrEP en référence au traitement médicamenteux du même nom qui permet d'empêcher l'infection par le virus du sida. La chanson est publiée le 30 novembre 2022 à l'occasion de la Journée mondiale de lutte contre le sida.
En 2024, elle annonce avoir été contrainte de quitter le Ghana en raison des pressions subies et de son absence de liberté, et avoir déménagé en Allemagne afin de pouvoir garantir sa sécurité. Elle annonce craindre pour celle de la communauté LGBT restée au Ghana,.

## Militantisme
Elle défend ouvertement les droits LGBT au Ghana et se positionne contre le nouveau projet de loi ghanéen anti-LGBT+ (en) proposé pour la première fois en 2021,,.

## Discographie

### Singles
- 2020 : Sweetness (D3d33d3)
- 2021 : Wo Fie (avec Wanlov the Kubolor (en) et Deborah Owusu-Bonsu)
- 2021 : Kill the Bill (avec Wanlov the Kubolor (en) et Deborah Owusu-Bonsu)
- 2022 : PrEP
- 2025 : Kofi Is a Girl
- 2025 : Not About Sex